# Cristiane Dantas (política)
Cristiane Bezerra de Souza Dantas (Natal, 4 de dezembro de 1972) é uma bacharel em Direito, técnica em Processamento de Dados e política brasileira, filiada ao Solidariedade. Exerce o cargo de deputada estadual do Rio Grande do Norte desde 2015, além de ter sido segunda-dama do estado entre 2015 e 2019.
Bacharel em Direito pela Faculdade de Natal e em Processamento de Dados pela Universidade Potiguar, nasceu em 4 de dezembro de 1972 e desempenhou importante trabalho como Diretora Geral do Instituto Técnico e Científico de Polícia do Rio Grande do Norte - ITEP/RN, no período de 3 de abril de 2008 a 31 de dezembro de 2010.
Com a saída do seu esposo e então vice-governador do Rio Grande do Norte Fábio Dantas da disputa legislativa, aceitou o desafio e se elegeu Deputada Estadual com 38.955 votos, em sua primeira eleição.
Em outubro de 2018, foi novamente eleita deputada estadual do Rio Grande do Norte pelo Partido Pátria Livre (PPL), com 33.860 votos, sendo a décima mais bem votado do estado e única mulher reeleita.